# Liriomyza chlamydata
Liriomyza chlamydata este o specie de muște din genul Liriomyza, familia Agromyzidae. A fost descrisă pentru prima dată de Axel Leonard Melander în anul 1913.
Este endemică în Washington. Conform Catalogue of Life specia Liriomyza chlamydata nu are subspecii cunoscute.